# Pustowijtowe
Pustowijtowe (ukr. Пустовійтове) – wieś na Ukrainie, w obwodzie połtawskim, w rejonie krzemieńczuckim. W 2001 liczyła 1283 mieszkańców, spośród których 1234 wskazało jako ojczysty język ukraiński, 37 rosyjski, 4 mołdawski, 6 białoruski, a 2 inny.